# Műugrás a 2019. évi nyári universiadén
A XXX. nyári universiadén a műugrás versenyeinek az olaszországi Nápoly adott otthont. A versenyeket 2019. július 2. és 8. között rendezték a Mostra d’Oltremare kiállítási- és konferenciaközpont uszodájában.
A férfiaknál és a nőknél egyaránt öt versenyszámban – 1 és 3 méteren, toronyugrásban, 3 és 10 méteres szinkronugrásban – osztottak ki érmet, további hármat pedig a 3 és 10 méteres vegyes szinkron, illetve a vegyes csapatverseny után. A viadal végeztével, mind a férfiaknál, mind pedig a nőknél csapatrangsort állítottak fel, és így még 1–1 érem került kiosztásra.

## A versenyszámok időrendje
A műugró versenyek hivatalosan 7 versenynapból álltak. A versenyszámok eseményei helyi idő szerint (GMT +01:00):
| július 2., kedd                            | július 3., szerda                                                                                          | július 4., csütörtök                                                        | július 5., péntek                                                                                 | július 6., szombat                      | július 7., vasárnap                                                       | július 8., hétfő |
| ------------------------------------------ | --- | --------------------------------------------------------------------------- | ------------------------------------------------------------------------------------------------- | --------------------------------------- | ------------------------------------------------------------------------- | --- |
| 10:00-11:45 Férfi 1 m (selejtező)          | 10:00-12:05 Férfi 3 m (selejtező)                                                                          | 10:00-11:15 Férfi 3 m (elődöntő)                                            |                                                                                                   | 10:00-11:00 Női 3 m (elődöntő)          |                                                                           | 10:00-11:15 Férfi torony (elődöntő) |
| 13:00-14:25 Női torony (selejtező)         | 12:45-14:25 Női 1 m (selejtező)                                                                            | 12:00-12:40 Női 1 m (döntő)                                                 | 12:00-13:25 Női 3 m (selejtező)                                                                   | 12:00-13:00 Női 3 m (döntő)             | 11:30-13:35 Férfi torony (selejzető)                                      | 12:00-13:15 Férfi torony (döntő) |
| 15:00-15:20 Férfi 1 m (A csoport elődöntő) | 15:15-15:30 Női 1 m (A csoport elődöntő)                                                                   | 13:30-14:20 Férfi 1 m (döntő)                                               | 14:45-16:15 Férfi torony szinkron (döntő)                                                         | 14:00-15:50 Férfi 3 m szinkron (döntő)  | 14:30-15:50 Női 3 m szinkron (döntő)                                      | 14:15-15:50 Vegyes csapatverseny (döntő) |
| 15:20-15:45 Férfi 1 m (B csoport elődöntő) | 15:35-15:50 Női 1 m (B csoport elődöntő)                                                                   | 15:00-16.00 Női torony (döntő)                                              | 14:45-16:15 Férfi torony szinkron (döntő)                                                         | 16:45-17:55 Női torony szinkron (döntő) | 16:30-17:30 Vegyes torony szinkron (döntő)                                | 15:50 Férfi torony díjátadója 16:00 Vegyes csapatverseny díjátadója 16:10 Női csapatrangsor díjátadója 16:20 Férfi csapatrangsor díjátadója |
| 16:45-17:45 Női torony (elődöntő)          | | 16:45-18:00 Férfi 3 n (döntő)                                               | 17:00-18:00 Vegyes 3 m szinkron (döntő)                                                           | 16:45-17:55 Női torony szinkron (döntő) | 17:30 Női 3 m szinkron díjátadója 17:40 Vegyes torony szinkron díjátadója | 15:50 Férfi torony díjátadója 16:00 Vegyes csapatverseny díjátadója 16:10 Női csapatrangsor díjátadója 16:20 Férfi csapatrangsor díjátadója |
|                                            | 18:00 Női 1 m díjátadója 18:10 Férfi 1 m díjátadója 18:20 Női torony díjátadója 18:30 Férfi 3 m díjátadója | 18:00 Férfi torony szinkron díjátadója 18:10 Vegyes 3 m szinkron díjátadója | 18:00 Férfi 3 m szinkron díjátadója 18:10 Női 3 m díjátadója 18:20 Női torony szinkron díjátadója |                                         |                                                                           | |

## A versenyen részt vevő nemzetek
Az universiadén 22 nemzet 109 műugrója – 58 férfi és 51 nő – vett részt, az alábbi megbontásban:
| Részt vevő nemzetek férfi / nő megbontásban | Részt vevő nemzetek férfi / nő megbontásban | Részt vevő nemzetek férfi / nő megbontásban | Részt vevő nemzetek férfi / nő megbontásban | Részt vevő nemzetek férfi / nő megbontásban | Részt vevő nemzetek férfi / nő megbontásban | Részt vevő nemzetek férfi / nő megbontásban | Részt vevő nemzetek férfi / nő megbontásban | Részt vevő nemzetek férfi / nő megbontásban | Részt vevő nemzetek férfi / nő megbontásban | Részt vevő nemzetek férfi / nő megbontásban | Részt vevő nemzetek férfi / nő megbontásban |
| ------------------------------------------- | ------------------------------------------- | ------------------------------------------- | ------------------------------------------- | ------------------------------------------- | ------------------------------------------- | ------------------------------------------- | ------------------------------------------- | ------------------------------------------- | ------------------------------------------- | ------------------------------------------- | ------------------------------------------- |
| nemzet                                      | F                                           | N                                           | nemzet                                      | F                                           | N                                           | nemzet                                      | F                                           | N                                           | nemzet                                      | F                                           | N                                           |
| Ausztrália                                  | 1                                           | 5                                           | Fülöp-szigetek                              | 0                                           | 1                                           | Mexikó                                      | 4                                           | 4                                           | Spanyolország                               | 1                                           | 0                                           |
| Dél-Korea                                   | 4                                           | 4                                           | Grúzia                                      | 2                                           | 0                                           | Németország                                 | 3                                           | 3                                           | Svédország                                  | 1                                           | 0                                           |
| Egyesült Államok                            | 7                                           | 7                                           | Indonézia                                   | 4                                           | 0                                           | Norvégia                                    | 0                                           | 2                                           | Szingapúr                                   | 1                                           | 0                                           |
| Egyesült Királyság                          | 0                                           | 4                                           | Japán                                       | 5                                           | 1                                           | Olaszország                                 | 4                                           | 2                                           | Ukrajna                                     | 2                                           | 1                                           |
| Finnország                                  | 1                                           | 0                                           | Kanada                                      | 3                                           | 3                                           | Oroszország                                 | 7                                           | 7                                           |                                             |                                             |                                             |
| Franciaország                               | 0                                           | 1                                           | Kína                                        | 6                                           | 6                                           | Örményország                                | 2                                           | 0                                           |                                             |                                             |                                             |

F = férfi, N = nő

## Eredmények

### Éremtáblázat
| #        | nemzet                   | arany | ezüst | bronz | összesen |
| 1        | Kína (CHN)               | 11    | 4     | 0     | 15       |
| 2        | Mexikó (MEX)             | 4     | 6     | 1     | 11       |
| 3        | Oroszország (RUS)        | 0     | 2     | 4     | 6        |
| 4        | Dél-Korea (KOR)          | 0     | 2     | 3     | 5        |
| 5        | Németország (GER)        | 0     | 1     | 0     | 1        |
| 6        | Egyesült Államok (USA)   | 0     | 0     | 2     | 2        |
| 6        | Kanada (CAN)             | 0     | 0     | 2     | 2        |
| 6        | Olaszország (ITA)        | 0     | 0     | 2     | 2        |
| 9        | Egyesült Királyság (GBR) | 0     | 0     | 1     | 1        |
| összesen | összesen                 | 15    | 15    | 15    | 45       |

### Éremszerzők
| versenyszám          | arany                                                          | ezüst                                                          | bronz                                                |
| férfiak              |                                                                |                                                                |                                                      |
| 1 m                  | Liu Cseng-ming (Liu Chengming)                                 | Frithjof Seidel                                                | Gabriele Auber                                       |
| 3 m                  | Liu Cseng-ming (Liu Chengming)                                 | I Dzsekjong (Yi Jae-gyeong)                                    | Ilja Molcsanov                                       |
| 3 m szinkron         | Hu Ce-csie (Hu Zijie) / Li Pin-kan (Li Pingan)                 | Ilja Molcsanov / Nyikita Nyikolajev                            | Andrea Cosoli / Francesco Porco                      |
| 10 m                 | Diego Balleza                                                  | Huang Po-ven (Huang Bowen)                                     | Laurent Gosselin-Paradis                             |
| 10 m szinkron        | Cao Li-cse (Cao Lizhi) / Huang Ce-kan (Huang Zigan)            | Andrés Villarreal Tudón / Diego Balleza                        | Laurent Gosselin-Paradis / Ethan Pitman              |
|                      |                                                                |                                                                |                                                      |
| csapatrangsor        | Kína                                                           | Mexikó                                                         | Oroszország                                          |
| nők                  |                                                                |                                                                |                                                      |
| 1 m                  | Szung Sou-lin (Song Shoulin)                                   | Vu Csun-ting (Wu Chunting)                                     | Daria Lenz                                           |
| 3 m                  | Vu Csun-ting (Wu Chunting)                                     | Dolores Hernández                                              | Karina Skljar                                        |
| 3 m szinkron         | Dolores Hernández / Carolina Mendoza                           | Leng Ming-hung (Leng Minghong) / Sen Ji (Shen Yi)              | Daria Lenz / Carolina Sculti                         |
| 10 m                 | Alejandra Estrella Madrigal                                    | Csho Unbi (Cho Eun-bi)                                         | Gemma McArthur                                       |
| 10 m szinkron        | Csiao Csing-csing (Jiao Jingjing) / Vu Csiao (Wu Jiao)         | Daniela Zambrano Montiel / Alejandra Estrella Madrigal         | Csho Unbi (Cho Eun-bi) / Mun Neun (Moon Nayun)       |
|                      |                                                                |                                                                |                                                      |
| csapatrangsor        | Kína                                                           | Mexikó                                                         | Dél-Korea                                            |
| vegyes csapatverseny |                                                                |                                                                |                                                      |
| 3 m szinkron         | Vu Csun-ting (Wu Chunting) / Hu Ce-csie (Hu Zijie)             | Jevgenyija Szeleznyeva / Jegor Lapin                           | Carolina Mendoza / Adán Zúñiga Ornelas               |
| 10 m szinkron        | Alejandra Estrella Madrigal / Diego Balleza                    | Csiao Csing-csing (Jiao Jingjing) / Huang Ce-kan (Huang Zigan) | Darja Szelvanovszkaja / Ilja Szmirnov                |
| csapat               | Csiao Csing-csing (Jiao Jingjing) / Huang Po-ven (Huang Bowen) | Alejandra Estrella Madrigal / Adán Zúñiga Ornelas              | Csho Unbi (Cho Eun-bi) / I Dzsekjong (Yi Jae-gyeong) |

## Statisztika
| Nőknél                           | Nőknél                           | Nőknél                           | Férfiaknál                       | Férfiaknál                       | Férfiaknál                       |
| A viadal legfiatalabb sportolója | A viadal legfiatalabb sportolója | A viadal legfiatalabb sportolója | A viadal legfiatalabb sportolója | A viadal legfiatalabb sportolója | A viadal legfiatalabb sportolója |
| Sportoló neve                    | Kor (2019. július 2. szerint)    | Nemzet                           | Sportoló neve                    | Kor (2019. július 2. szerint)    | Nemzet                           |
| -------------------------------- | -------------------------------- | -------------------------------- | -------------------------------- | -------------------------------- | -------------------------------- |
| Mia Vallee                       | 2001. március 22. (18 évesen)    | Kanada                           | Nikita Krivopisin                | 2001. július 27. (17 évesen)     | Ukrajna                          |
| A viadal legidősebb sportolója   |                                  |                                  |                                  |                                  |                                  |
| Sportoló neve                    | Kor (2019. július 2. szerint)    | Nemzet                           | Sportoló neve                    | Kor (2019. július 2. szerint)    | Nemzet                           |
| Lauren Reedy                     | 1994. március 3. (25 évesen)     | Egyesült Államok                 | Diego García de la Fuente        | 1994. január 3. (25 évesen)      | Mexikó                           |
| A legtöbb versenyszámban induló  |                                  |                                  |                                  |                                  |                                  |
| Sportoló neve                    | Versenyszám                      | Nemzet                           | Sportoló neve                    | Versenyszám                      | Nemzet                           |
| Csho Unbi (Cho Eun-bi)           | MT / 1M / 3M / 10M / 3MS / 10MS  | Dél-Korea                        | I Dzse-kjong (Yi Jae-gyeong)     | MT / 1M / 3M / 10M / 10MS / M3MS | Dél-Korea                        |

___
10M = toronyugrás, 10MS = szinkron toronyugrás, 1M = 1 m-es műugrás, 3M = 3 m-es műugrás, 3MS = 3m-es szinkronugrás,
M3MS = vegyes 3 m-es szinkronugrás, MT = vegyes csapatverseny